# السوداء، البيضاء
السوداء هي إحدى قرى الجمهورية اليمنية. وهي تتبع جغرافيًا لمحافظة البيضاء. وإداريًا لمديرية البيضاء. يبلغ تعداد سكانها 967 نسمة حسب الإحصاء الذي جرى عام 2004.